# Boluoheshuo
Boluoheshuo (kinesiska: 波罗和硕, 波罗和硕乡) är en socken i Kina. Den ligger i den autonoma regionen Inre Mongoliet, i den norra delen av landet, omkring 680 kilometer öster om regionhuvudstaden Hohhot.
Genomsnittlig årsnederbörd är 592 millimeter. Den regnigaste månaden är juli, med i genomsnitt 141 mm nederbörd, och den torraste är januari, med 2 mm nederbörd.